# Benedetto (vescovo di Savona)
Benedetto (fl. VII secolo) è stato un vescovo italiano.
Scarsissime sono le notizie riguardo a questo vescovo il quale ci è noto solo perché viene nominato nel sinodo romano convocato nel 680 da Papa Agatone. All'epoca la sede vescovile risiedeva ancora nella città di Vado Ligure, in epoca romana centro molto più importante di Savona. Nulla di certo si sa dei suoi predecessori né del suo immediato successore. Gli storici delle diverse epoche hanno parlato di possibili successori nelle persone dei vescovi Admando (683), Berardo (800), Felice (865), Giovanni (940), Pisano (963) e Giovanni II (967), ma le fonti sono contraddittorie e non attendibili. Per avere qualche certezza dobbiamo saltare all'anno 991 con il vescovo Bernardo.
A partire dal Novecento è stato messo in dubbio il dato tradizionale, che ha attribuito il vescovo Benedetto alla diocesi di Vado/Savona. Francesco Lanzoni nel 1927 assegnava Benedetto alla diocesi di Sovana in Toscana; più recentemente altri autori hanno attribuito questo vescovo alla diocesi di Alba in Piemonte.